# Cinemundo
A Cinemundo é uma empresa portuguesa de distribuição de filmes para cinema e vídeo on-demand e ainda é produtora de dois canais de televisão para Portugal e Países Africanos de Língua Oficial Portuguesa.
Em 2020 deu-se um acordo entre a United International Pictures e a Cinemundo para que esta seja a nova distribuidora de filmes da Universal Studios em Portugal e PALOP.
Em 2021 ficou com o catálogo da Warner Bros. que anteriormente era distribuído pela NOS Audiovisuais. A Cinemundo distribui assim duas das maiores produtoras de cinema do mundo.

## Canal Cinemundo
O Canal Cinemundo é um canal dedicado a filmes. Foi criado há seis anos, exatamente no dia 19 de setembro de 2014, lançado como um exclusivo MEO. Atualmente está disponível em três operadoras, MEO, Vodafone e NOWO, e ainda na operadora DStv em Angola e Moçambique.

### DStv Pipoca
A DStv Pipoca, é o primeiro canal de cinema no mercado integralmente falado em português. Com o objetivo de aproximar o mundo do cinema a todos os membros da família, aposta-se na exibição de grandes êxitos cinematográficos internacionais dobrados em português.

## Distribuição
A Cinemundo tem no seu catálogo de distribuição marcas/ estúdios de peso entre os quais:
- Universal Studios (desde 2020[1])
- Warner Bros. (desde 2021[2])
- STX Films
- Diamond Films
- tem distribuído produções europeias ao abrigo do programa Europa Criativa

### Filmes:
- Saga After (After, After -Depois da Verdade, After - Depois do Desencontro)
- Saga SNOW (SNOW Uma Viagem Heróica, SNOW O Espelho da Rainha, SNOW A Pedra dos Desejos,  SNOW: Os Domínios do Espelho)
- Novos Amigos Improváveis (2017)
- UglyDolls (2019)
- Ousadas e Golpistas (2019)
- The Boy - A Maldição de Brahms (2020)
- Fátima (2020)
- Countdown (2021)
- Bem Bom (2021)
- Space Jam: Uma Nova Era (2021)
- Os Croods - Uma Nova Era (2021)
- Boss Baby: Negócios de Família (2021)
- Spencer (2021)
- Cantar! 2 (2021)
- Dune - Duna (2021)
- Matrix Resurrections (2021)
- The Batman (2022)
- O Macaco (2025)
- F1 (2025)
- Hora do Desaparecimento (2025)